# Raymond Beaudet
Pour les articles homonymes, voir Beaudet.
Raymond Beaudet (Québec 1950 - ) est un écrivain et scénariste québécois. Détenteur d’une maîtrise en philosophie de l’Université Laval (1975) on le retrouve successivement enseignant, syndicaliste, secrétaire particulier du Ministre des Richesses Naturelles, Yves Bérubé, directeur d’école primaire et directeur d’école secondaire (Polyvalente Benoît-Vachon).Il est l’auteur de 7 romans, d’un essai, de deux biographies, d’une trentaine de scénarios, de plusieurs nouvelles et capsules historiques, de même que de trois pièces de théâtre.

## Honneurs
- Prix du Patrimoine, Mention spéciale 2024[2]
- Prix du Patrimoine (2019) Catégorie Interprétation et Diffusion[3].
- Prix coup de cœur du jury au Concours de twittérature du Centre de la Francophonie des Amériques 2016
- Prix du Patrimoine (2011) Catégorie Interprétation et Diffusion[4].
- Prix Robert-Cliche (1988), Passeport pour la liberté[5]
- Prix Corpo-vision (1992)
- Prix Adate (1993)